# Carrascosa de la Sierra
Carrascosa de la Sierra és un municipi de la província de Sòria, a la comunitat autònoma de Castella i Lleó.

## Demografia
| 1991 | 1996 | 2001 | 2004 |
| ---- | ---- | ---- | ---- |
| 19   | 16   | 13   | 13   |